# Modern Love
Modern Love is een nummer van Britse muzikant David Bowie en de eerste track van zijn album Let's Dance uit 1983. Het nummer werd in september 1983 als de derde single van het album uitgebracht en kwam tot de tweede positie in de hitlijsten in Bowie's thuisland.
Bowie heeft gezegd dat het nummer geïnspireerd is door Little Richard, en dat het aansluit op het thema van het album over de worstelingen tussen God en de mensheid.
Tegen de tijd dat "Modern Love" op single werd uitgebracht, was Bowie al een tijd onderweg op zijn Serious Moonlight Tour. Het nummer was een populaire toegift tijdens de tournee en de videoclip van het nummer was opgenomen tijdens het concert in het Spectrum in Philadelphia op 20 juli 1983. Een liveversie, opgenomen in het Forum in Montreal stond op de B-kant van de single.
Naast de vele liveoptredens tijdens meerdere Bowie-tournees, voerde hij het ook op tijdens Live Aid in 1985. Een nieuwe opname met Tina Turner verscheen in een Pepsi-commercial in 1987.

## Tracklijst
7"-versie
1. "Modern Love" - 3:56
2. "Modern Love" (live) - 3:43

12"-versie
1. "Modern Love" - 4:46
2. "Modern Love" (live) - 3:43

## Muzikanten
Modern Love
- David Bowie: zang
- Stevie Ray Vaughan: gitaar
- Nile Rodgers: gitaar
- Carmine Rojas: basgitaar
- Tony Thompson: drums
- Robert Sabino: keyboards, piano
- Robert Aaron, Stan Harrison, Steve Elson: saxofoon
- Sam Figueroa: percussie

Modern Love (live)
- David Bowie: zang
- Earl Slick: gitaar
- Carlos Alomar: gitaar
- Carmine Rojas: basgitaar
- Tony Thompson: drums
- Andy Clark: keyboards
- Lenny Pickett, Stan Harrison, Steve Elson: saxofoon
- Frank Simms, George Simms: achtergrondzang

## Hitnoteringen

### Nederlandse Top 40
| Hitnotering: 24-09-1983 t/m 22-10-1983 | Hitnotering: 24-09-1983 t/m 22-10-1983 | Hitnotering: 24-09-1983 t/m 22-10-1983 | Hitnotering: 24-09-1983 t/m 22-10-1983 | Hitnotering: 24-09-1983 t/m 22-10-1983 | Hitnotering: 24-09-1983 t/m 22-10-1983 | Hitnotering: 24-09-1983 t/m 22-10-1983 |
| Week:                                  | 1                                      | 2                                      | 3                                      | 4                                      | 5                                      |                                        |
| -------------------------------------- | -------------------------------------- | -------------------------------------- | -------------------------------------- | -------------------------------------- | -------------------------------------- | -------------------------------------- |
| Positie:                               | 17                                     | 9                                      | 9                                      | 17                                     | 33                                     | uit                                    |

### Nationale Hitparade top 50 /Single Top 100
| Hitnotering: 01-10-1983 t/m 29-10-1983 | Hitnotering: 01-10-1983 t/m 29-10-1983 | Hitnotering: 01-10-1983 t/m 29-10-1983 | Hitnotering: 01-10-1983 t/m 29-10-1983 | Hitnotering: 01-10-1983 t/m 29-10-1983 | Hitnotering: 01-10-1983 t/m 29-10-1983 | Hitnotering: 01-10-1983 t/m 29-10-1983 |
| Week:                                  | 1                                      | 2                                      | 3                                      | 4                                      | 5                                      |                                        |
| -------------------------------------- | -------------------------------------- | -------------------------------------- | -------------------------------------- | -------------------------------------- | -------------------------------------- | -------------------------------------- |
| Positie:                               | 33                                     | 10                                     | 12                                     | 22                                     | 36                                     | uit                                    |